# Tréouergat

Tréouergat este o comună în departamentul Finistère, Franța. În 1 ianuarie 2022 avea o populație de 325 de locuitori.